# Mazureik
Mazureik Lima Maciel (nascido em 23 de fevereiro de 1963) é um ex-jogador brasileiro de futsal, que atuava na posição de goleiro. Ele fez parte da Seleção Brasileira de Futsal que conquistou o segundo título mundial em 1992.